# Baâlons
Baâlons ist eine französische Gemeinde mit 208 Einwohnern (Stand: 1. Januar 2022) im Département Ardennes in der Region Grand Est (vor 2016 Champagne-Ardenne). Sie gehört zum Kanton Nouvion-sur-Meuse im Arrondissement Charleville-Mézières. Die Einwohner werden Baâlonnais genannt.

## Lage
Baâlons liegt etwa 20 Kilometer südlich von Charleville-Mézières. Umgeben wird Baâlons von den Nachbargemeinden Poix-Terron im Nordwesten und Norden, La Horgne im Norden, Villers-le-Tilleul im Nordosten, Omont im Osten, Chagny im Südosten und Süden, Bouvellemont im Süden, Saint-Loup-Terrier im Südwesten sowie Mazerny im Westen.

## Bevölkerungsentwicklung
| Jahr                       | 1962 | 1968 | 1975 | 1982 | 1990 | 1999 | 2006 | 2019 |
| -------------------------- | ---- | ---- | ---- | ---- | ---- | ---- | ---- | ---- |
| Einwohner                  | 173  | 169  | 163  | 147  | 160  | 170  | 195  | 206  |
| Quellen: Cassini und INSEE |      |      |      |      |      |      |      |      |

## Sehenswürdigkeiten
- Kirche Saint-Rémi aus dem 13./14. Jahrhundert
- Kapelle Sainte-Anne aus dem Jahre 1911

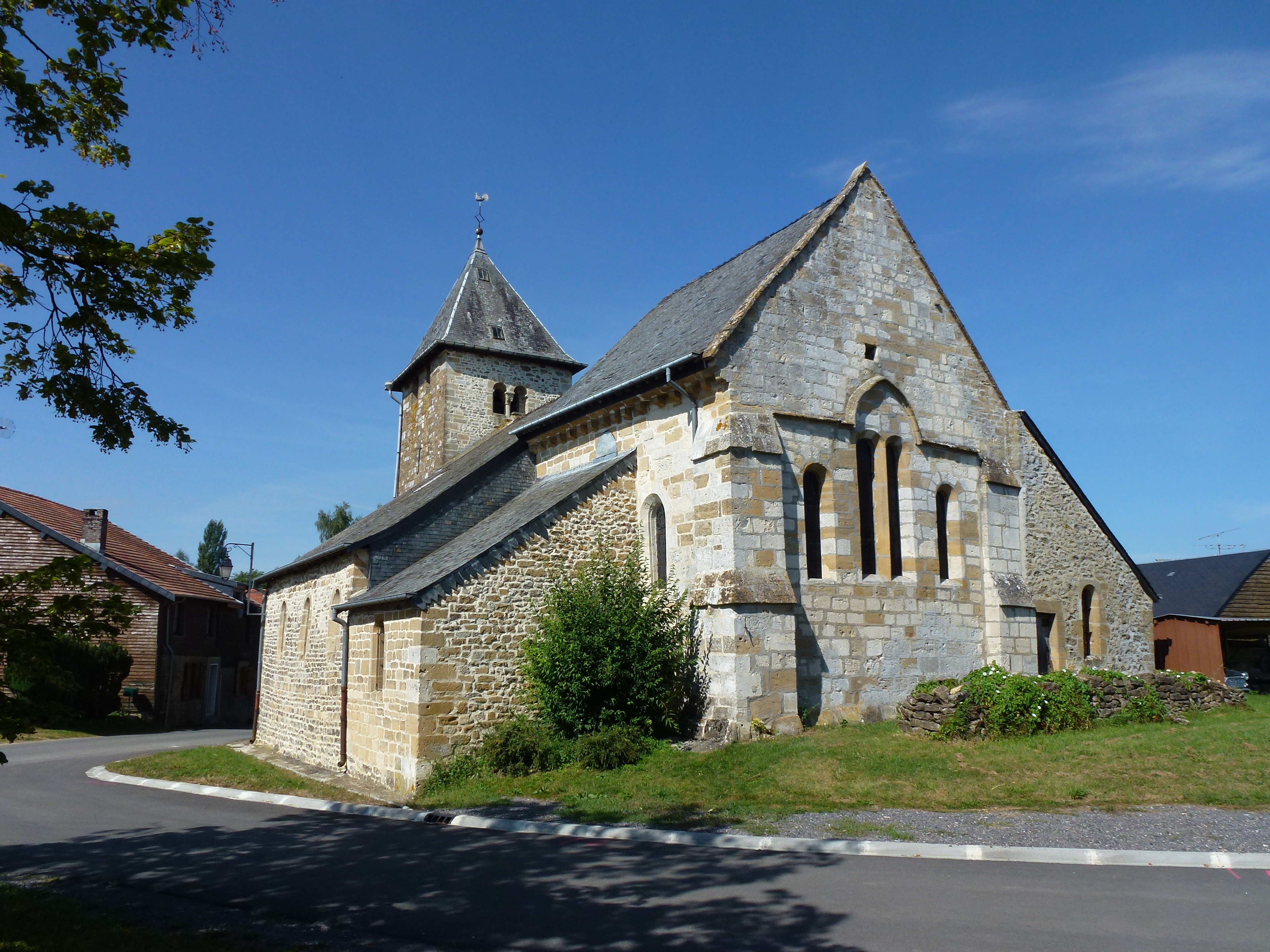
Kirche Saint-Rémi